# Бони Дънбар
Бони Джейн Дънбар (на английски: Bonnie Jeanne Dunbar) e американска астронавтка, ветеран от пет космически полета.

## Образование
През 1967 г. завършва колеж в Сънисайд, Вашингтон. През 1971 г. се дипломира в Университета на щата Вашингтон (на английски: University of Washington) и започва работа в Боинг. В продължение на две години работи като системен анализатор. През 1975 г. придобива магистърска степен по ядрена физика в Оксфорд, Великобритания. След дипломирането си започва работа в Рокуел интернешънъл (на английски: Rockwell International), Палмдейл, Калифорния. Две години по-късно защитава докторат в Университета на Хюстън, Тексас и започва работа като асистент в Катедра "Инженерна механика".

## Служба в НАСА
Бони Дънбар започва работа в НАСА през 1978 г. От началото на следващата година работи по програмата Скайлаб - заключителните операции по навлизането на орбиталната станция в земната атмосфера. Избрана е за астронавт от НАСА на 29 май 1980 година, Астронавтска група №9. Завършва общия курс на обучение през август 1981 г. Първото си назначение получава в научната лаборатория на НАСА, занимаваща се с авиониката на космическите совалки (на английски: Shuttle Avionics Integration Laboratory (SAIL). Работи по полетния софтуер на космическите кораби. От февруари 1994 до март 1995 г. преминава пълния курс на обучение по експлоатация на руската орбитална станция Мир. Включена е в дублиращия екипаж по време на една от три месечните експедиции до станцията. Бони Дънбар е ветеран от пет космически полета и има 1208 часа в космоса. Пенсионира се от НАСА през септември 2005 г.

## Полети
Бони Дънбар лети в космоса като член на екипажа на пет мисии:
| Космически полети на Бони Джейн Дънбар                 | Космически полети на Бони Джейн Дънбар | Космически полети на Бони Джейн Дънбар | Космически полети на Бони Джейн Дънбар | Космически полети на Бони Джейн Дънбар | Космически полети на Бони Джейн Дънбар | Космически полети на Бони Джейн Дънбар |
| №                                                      | Дата                                   | КК                                     | Емблема на мисията                     | Функции                                | Продължителност                        |                                        |
| ------------------------------------------------------ | -------------------------------------- | -------------------------------------- | -------------------------------------- | -------------------------------------- | -------------------------------------- | -------------------------------------- |
| 1                                                      | 30 октомври 1985                       | „Чалънджър“, мисия STS-61A             |                                        | Специалист на мисията                  | 7 денонощия 00 часа 44 мин. 51 сек.    |                                        |
| 2                                                      | 9 януари 1990                          | „Колумбия“, мисия STS-32               |                                        | Специалист на мисията                  | 10 денонощия 21 часа 00 мин. 36 сек.   |                                        |
| 3                                                      | 25 юни 1992                            | „Колумбия“, мисия STS-50               |                                        | Специалист на мисията                  | 13 денонощия 19 часа 30 мин. 04 сек.   |                                        |
| 4                                                      | 27 юни 1995                            | „Атлантис“, мисия STS-71               |                                        | Специалист на мисията                  | 9 денонощия 19 часа 23 мин. 09 сек.    |                                        |
| 5                                                      | 22 януари 1998                         | „Индевър“, мисия STS-89                |                                        | Специалист на мисията                  | 8 денонощия 19 часа 48 мин. 04 сек.    |                                        |
| Сумарно време в космоса – 50 денонощия 08 часа 24 мин. |                                        |                                        |                                        |                                        |                                        |                                        |

## Личен живот
Хобитата на Дънбар са свързани с авиацията. Тя обича да лети и има правоспособност като пилот на леки, еднодвигателни самолети. Има и повече от 700 полетни часа на реактивен учебно-тренировъчен самолет Т – 38, както и над 100 полетни часа като втори пилот нa Cessna Citation jet.

## Награди
- Медал на НАСА за участие в космически полет (1985, 1990, 1992, 1995 и 1998 г.);
- Медал на НАСА за изключителни постижения (1996 г.);
- Медал на НАСА за изключително лидерство (1993 г.);
- Медал на НАСА за отлична служба (1988 г.);
- Мемориал Джудит Резник (1993 г.) и повече от 25 други научни награди в областта на космическите изследвания.

От 2000 г. е приета в Международната технологична зала на славата и става една от едва петте жени, на които е оказано подобно признание.